# Agave deserti
Agave deserti Engelm., 1875 è una pianta succulenta della famiglia delle Asparagaceae, nativa degli Stati Uniti sud-occidentali (California) e del Messico.